# Vesetea
Az Orthosiphon stamineus az árvacsalánfélék családjába tartozó évelő növény.

## Jellemzője
A Délkelet-Ázsiából származó fácska mintegy 2 m magasra is megnő. Keresztben átellenes levelei rombusz alakúak, fogazottak. Kékes virágaiban a porzószálak mintegy 2 cm-rel hosszabbak, mint maguk a virágok, ezért nevezik a növényt macskabajusznak.

## Gyógyhatása
Állatkísérletek kimutatták, hogy a vesetea fogyasztása csekély mértékben növeli a vizeletkiválasztást. Patkányoknál a szájon át adott folyékony kivonat jelentősen csökkentette az ionok kiürülését. A növény sajátos flavonoidjai kismértékben hatásosak a szabad gyökök ellen. Embereken történő alkalmazásánál megfigyelték, hogy a víz fokozott kiürülése mellett a karbamid és a húgysav kiürülését is elősegíti. Bizonyos esetekben a vesekő feloldására is jótékony hatással van.

## Felhasználása
A vesetea epekiválasztási elégtelenség, epe-vagy vesekő, és elégtelen vizelet-kiválasztás esetén ajánlott. Kettős méregtelenítő hatása (epén és vizeleten át) miatt gyakran használják fogyókúrák kiegészítőjeként.
Előírt adagolás mellett a veseteának mérgező hatását nem figyelték meg.

## Külső hivatkozások
- Chin JH, Abbas HH, Sabariah I: Toxicity study of Orthosiphon stamineus Benth (Misai Kucing) on Sprague Dawley rats (pdf). School of Pharmacy, University College Sedaya International, 56000 Kuala Lumpur, Malaysia. Tropical Biomedicine 25:9-16. 2008. (Hozzáférés: 2013. november 14.)